# Comuna Novoiakovlivka, Orihiv
Novoiakovlivka (în ucraineană Новояковлівка) este o comună în raionul Orihiv, regiunea Zaporijjea, Ucraina, formată din satele Mahdalînivka, Novoboikivske, Novoiakovlivka (reședința) și Zapasne.

## Demografie
Componența lingvistică a comunei Novoiakovlivka
     Ucraineană (90,22%)
     Rusă (8,62%)
     Alte limbi (0,54%)
Conform recensământului din 2001, majoritatea populației comunei Novoiakovlivka era vorbitoare de ucraineană (90,22%), existând în minoritate și vorbitori de rusă (8,62%).